# Петровасело
Петровасело (рум. Petrovaselo) — село у повіті Тіміш в Румунії. Адміністративно підпорядковане місту Рекаш.
Село розташоване на відстані 385 км на північний захід від Бухареста, 27 км на схід від Тімішоари.

## Населення
За даними перепису населення 2002 року у селі проживала 331 особа.
Національний склад населення села:
| Національність | Кількість осіб | Відсоток |
| -------------- | -------------- | -------- |
| серби          | 218            | 65,9%    |
| румуни         | 107            | 32,3%    |

Рідною мовою назвали:
| Мова      | Кількість осіб | Відсоток |
| --------- | -------------- | -------- |
| сербська  | 212            | 64,0%    |
| румунська | 113            | 34,1%    |